# Paris Masters 2003
Il Paris Masters 2003 (conosciuto anche come BNP Paribas Masters per motivi di sponsorizzazione) è stato un torneo di tennis che si è giocato sul Sintetico indoor. È stata la 32ª edizione del Paris Masters, che fa parte della categoria ATP Masters Series nell'ambito dell'ATP Tour 2003. Il torneo si è giocato nel Palais omnisports de Paris-Bercy di Parigi in Francia, dal 27 ottobre al 2 novembre 2003.

## Campioni

### Singolare
Tim Henman ha battuto in finale  Andrei Pavel con il punteggio di 6–2, 7–6, 7–6

### Doppio
Wayne Arthurs /  Paul Hanley hanno battuto in finale  Michaël Llodra /  Fabrice Santoro con il punteggio di 6–3, 1–6, 6–3